# Видович, Анна
Анна (Ана) Ви́дович (хорв. Ana Vidović; род. 8 ноября 1980, Карловац) — хорватская классическая гитаристка.
Анна начала играть на гитаре в возрасте до пяти лет под влиянием своего старшего брата Виктора, который играл на классической гитаре. Их отец тоже был гитаристом, но признание получил играя на электрической гитаре. На международном уровне Ана начала выступать в возрасте 8 и 11 лет, а в 13 стала самой молодой студенткой в престижной Национальной музыкальной академии в Загребе, где она училась у профессора Иштвана Ромера. Она также училась в Загребском университете. Заслужив хорошую репутацию в Европе, она получила приглашение на обучение в консерватории Пибоди (Балтимор, США) у кубинского гитариста Мануэля Барруеко, которую окончила в мае 2003 года. С тех пор живёт в США, где также работает частным педагогом.
Ана Видович выпустила 6 дисков, изданных лейблами Croatia Records, BGS, и Naxos Records и два DVD.
Её старший брат — Виктор Видович — также известный гитарист.

## Дискография
CD
- Ana Vidovic, Croatia Records, 1994
- Ana Vidovic — Gitara, Croatia Records, 1996
- Guitar Recital, Naxos Laureate Series, 1998
- The Croatian Prodigy, BGS, 1999
- Ana Vidovic Live!, Croatia Records, 2001
- Federico Moreno Torroba Guitar Music Vol. 1, Naxos, 2007

DVD
- Ana Vidovic-Guitar Virtuoso: A Live Performance and Interview! Mel Bay Prod., 2006